# NGC 1589
NGC 1589 је спирална галаксија у сазвежђу Бик која се налази на NGC листи објеката дубоког неба.
Деклинација објекта је + 0° 51' 48" а ректасцензија 4h 30m 45,4s. Привидна величина (магнитуда) објекта NGC 1589 износи 12,0 а фотографска магнитуда 12,8. NGC 1589 је још познат и под ознакама UGC 3065, MCG 0-12-38, CGCG 393-30, PGC 15342.